# Giro dell'Umbria 1980
Il Giro dell'Umbria 1980, trentanovesima edizione della corsa, si svolse il 6 agosto 1980. La vittoria fu appannaggio dell'italiano Roberto Ceruti il quale precedette i connazionali Carmelo Barone e Palmiro Masciarelli.

## Ordine d'arrivo (Top 10)
| Pos. | Corridore                | Squadra             | Tempo |
| ---- | ------------------------ | ------------------- | ----- |
| 1    | Roberto Ceruti           | Gis Gelati          | ?     |
| 2    | Carmelo Barone           | Sanson-Campagnolo   | ?     |
| 3    | Palmiro Masciarelli      | Sanson-Campagnolo   | ?     |
| 4    | Leonardo Bevilacqua      | Gis Gelati          | ?     |
| 5    | Marino Amadori           | Magniflex-Olmo      | ?     |
| 6    | Claudio Bortolotto       | San Giacomo-Benotto | ?     |
| 7    | Vincenzo De Caro         | Hoonved-Bottecchia  | ?     |
| 8    | Giuseppe Saronni         | Gis Gelati          | ?     |
| 9    | Gianbattista Baronchelli | Bianchi-Piaggio     | ?     |
| 10   | Pierino Gavazzi          | Magniflex-Olmo      | ?     |